# 約瑟夫·熱爾崗
約瑟夫·熱爾崗（法語：Joseph Diez Gergonne，1771年6月19日—1859年5月4日），法國數學家，在幾何學、尤其是射影几何上頗有建樹。
1791年，熱爾崗加入法國軍隊。他曾參與1792年瓦爾密戰役、1794年法國入侵西班牙的戰役。
1795年，熱爾崗接受了巴黎中央理工学院的職位，並結了婚，重返平民生活。他開展了個人的數學期刊 Annales de mathématiques pures et appliquées 。在期刊運作的22年間，熱爾崗發表了約200份文章，亦有其他數學家，包括夏尔·朱利安·布利安生、雅各布·施泰纳、埃瓦里斯特·伽罗瓦等，在裏面發表文章。
1816年熱爾崗接受了蒙彼利埃大學的天文學主教授的職位。1830年擔任蒙彼利埃大學院長。1844年退休。

## 著名貢獻
熱爾崗點：三角形的內接圓與三角形分別於BC上的D點、CA上的E點和AB上的F點碰觸，則AD、BE和CF三線共點，其交點稱為熱爾崗點。

## 外部連結
- 三角形中心百科全書裏熱爾崗點的描述 （页面存档备份，存于）